# Rebound Ace
Rebound Ace ist ein Tennis-Hartplatz-Belag basierend auf Acryl und kann mit einem Gummi, Fiberglas und anderen Materialien auf Asphalt oder anderen harten Untergründen verlegt werden. Produziert wird der Bodenbelag von Rebound Ace Sports Pty Ltd mit Firmensitz in Brisbane, Australien.

## Eigenschaften
Die Reibung dieses Belages kann durch die Menge des in der obersten Schicht verwendeten Sandes variiert werden, was auch den Ballsprung und die Geschwindigkeit des Platzes beeinflusst.
Rebound Ace wird manchmal verglichen mit dem Belag DecoTurf, der bei den US Open verwendet wird. Darüber hinaus kann Rebound Ace mit mehr Dämpfung versehen werden.

## Australian Open
Von 1988 bis zum 30. Mai 2007 war Rebound Ace der offizielle Spielbelag der Australian Open, bevor er durch Plexicushion ersetzt wurde.
In den vergangenen Jahren kam es in Spielerkreisen immer wieder zu kontrovers geführten Diskussionen in Bezug auf den Belag Rebound Ace. Einige Spieler argumentierten, dass der Belag bei steigenden Temperaturen immer klebriger würde, was zu einer Erhöhung der Verletzungsgefahr führe. In einer Stellungnahme äußerte sich der ehemalige Tennisprofi und spätere Turnierveranstalter und -direktor Paul McNamee jedoch dahingehend, dass Nachforschungen keinerlei Indiz für eine erhöhte Verletzungsgefahr durch die Verwendung von Rebound Ace als Bodenbelag lieferten. Vielmehr äußerte er, dass Verletzungen auf Hartplätzen unausweichlich seien und eine durch die ATP und WTA veranlasste Untersuchung bei den Australian Open keinerlei Hinweis liefere, um dem Bodenbelag Rebound Ace die Schuld zuschreiben zu können – es fehle schlichtweg der Nachweis.

„...an investigation into injuries at the Australian Open, by the ATP and WTA tours, had laid no blame on Rebound Ace.... the evidence simply wasn't there.“

Rebound Ace wurde auch beim olympischen Tennisturnier in Sydney 2000 im Sydney Olympic Park verwendet.

## Andere Produktverwendung
Obwohl Rebound Ace vor allem als Belag für Tennisplätze bekannt ist, gibt es weitere Beläge, die unter dem Namen Rebound Ace verlegt wurden, z. B. in SeaWorld in Orlando, Florida. Rebound Ace HSA Club ist ein Tennis-Hartplatzbelag, der sich von Rebound Ace durch eine geringere Dämpfung abgrenzt und auch weniger anfällig für hohe Temperaturen ist.